# 温峡口水库
温峡口水库位于中国湖北省钟祥市，是以灌溉、防洪为主，兼有发电、养殖等功能的大（二）型水库。
2008年以“钟祥温峡湖水利风景区”名义被水利部列为国家水利风景区。